# Pholis fasciata
Pholis fasciata is een vertegenwoordiger uit hetzelfde geslacht als de gewone botervis, uit de familie van de botervissen.
Deze botervis heeft een langgerekt lichaam, zoals een paling, en kan tot 30 cm lang worden. De kleur varieert van een helder roodachtig oranje tot geelgroen. De vis heeft donkerrode banden die reiken tot aan de buikzijde en witte vlekken met zwarte stippels erin op de rug en rugvin. Een olijfgroene en zwarte streep loopt door het oog over de kop naar beneden. De borstvinnen zijn klein en waaiervormig.
P. fasciata komt voor in de Noordelijke IJszee en de Atlantische Oceaan van tot het zuiden van Labrador en West-Groenland en in het noorden van de Grote Oceaan, op een diepte tussen de 30 en de 45 meter (extremen 0 en 90 m) onder het wateroppervlak.